# Tolk gebarentaal

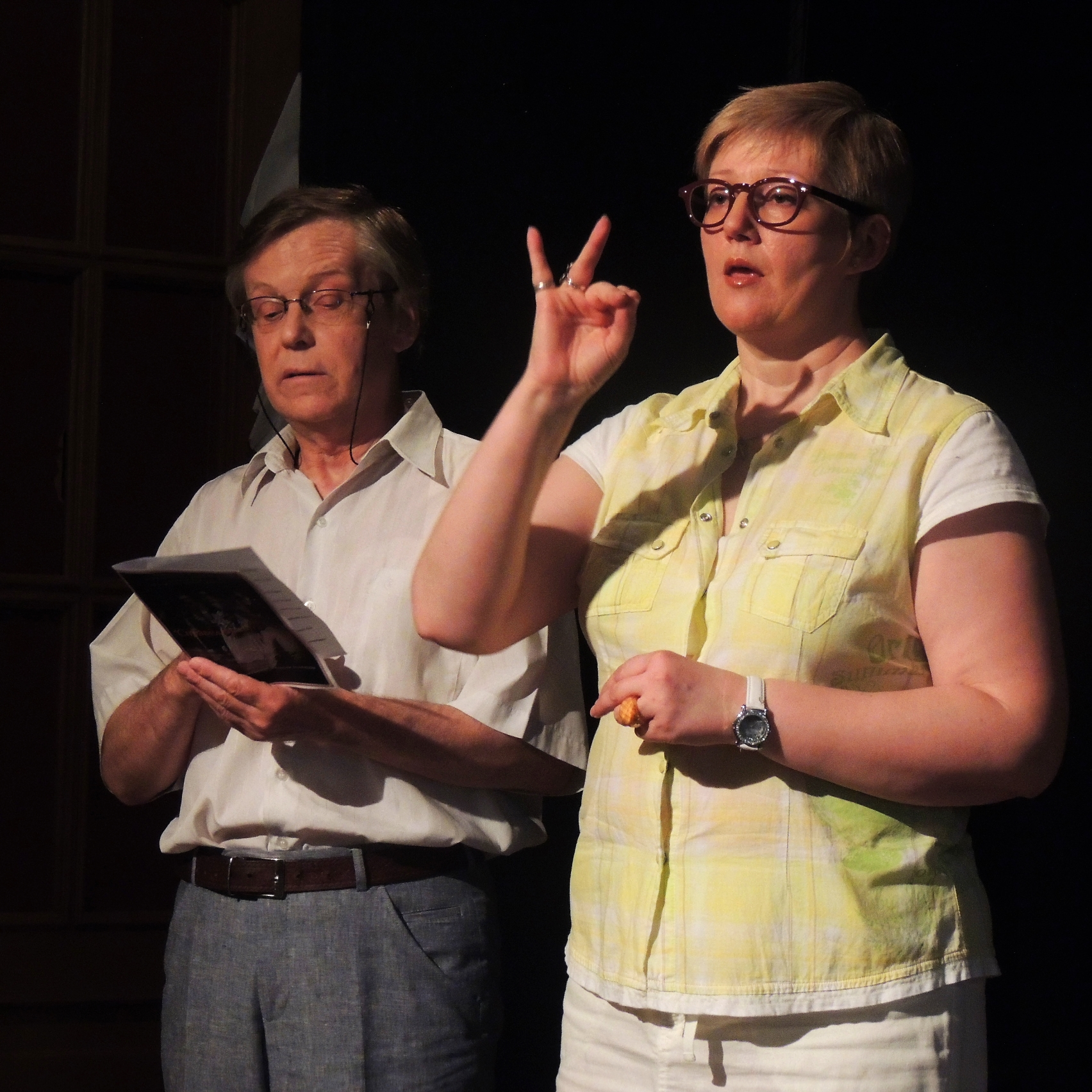
Gebarentolk aan het werk

Een tolk gebarentaal of gebarentolk, informeel ook doventolk genoemd, is een tolk die communicatie tussen gebarentaalgebruikers en horenden vertaalt via gesproken woord en gebarentaal.

## Werkzaamheden
De tolk vertaalt tussen gesproken taal en gebarentaal. De dove cliënt kan daarbij aangeven of hij zijn eigen stem wil gebruiken, of dat de tolk de gebaren van de cliënt moet vertalen naar het gesproken woord. Het laatste wordt ook wel stemtolken genoemd.
De gebarentaal verschilt per land binnen het Nederlandse taalgebied: in Nederland spreekt men van een "tolk Nederlandse Gebarentaal", in Vlaanderen van een "tolk Vlaamse Gebarentaal". Een Nederlandse tolk gebarentaal kan afhankelijk van zijn/haar vaardigheden de volgende tolkmethoden aanbieden: Nederlandse Gebarentaal, Nederlands met Gebaren, of tactiele gebarentaal indien er sprake is van doofblindheid. Ook tolken door middel van een duidelijk mondbeeld, zonder handgebaren, is een vaardigheid van een tolk gebarentaal. 
Sommige tolken specialiseren zich in specifieke onderwerpen, zoals GGZ, justitie, religie, kinderen, onderwijs, theater/muziek, etcetera. Er is een klein maar groeiend aantal tolken die zowel de vaardigheden van tolk gebarentaal als van schrijftolk beheersen.

## Nederland
In Nederland kan aan de Hogeschool Utrecht, bij het Instituut voor Gebaren, Taal & Dovenstudies een vierjarige opleiding voor tolk/docent Nederlandse Gebarentaal gevolgd worden. Tot 1996 volgden tolken een mbo-opleiding op niveau 4. Sinds april 2006 is deze opleiding door het Ministerie van Justitie toegevoegd aan de lijst van erkende tolkopleidingen.

### Ontwikkeling van het beroep
Oorspronkelijk werden vooral CODA's en andere familieleden van doven op vrijwillige basis ingezet als gebarentolken.
Gezien de grote vraag naar tolken gebarentaal, met name doordat meer doven door verbeterd dovenonderwijs naar mbo en hoger doorstroomden, werd de eerste deeltijdopleiding tolk gebarentaal in 1984 op mbo-niveau te Bunnik opgezet. In 1988 kwam er nieuwe tolkvoorziening voor eerste generatie tolken die mbo-diploma hebben behaald. Vanuit de overheid kregen ze voor het eerst vergoeding. In eerste instantie erkent de overheid de gebarentolken als doventolk. Van 1988 tot 1996 was een term doventolk vaak gekoppeld aan gebarentolk. 
Later bleek dat de mbo-tolk onvoldoende in staat was de enorme variëteit van opdrachten en taalniveaus te beheersen. De opleiding werd daarom in 1996 opgeheven om plaats te maken voor de hbo-opleiding tolk/docent Nederlandse Gebarentaal (NGT) aan de Hogeschool Utrecht in 1997. Deze hbo-opleiding is opgezet mede door de inzet van Sam Pattipeiluhu.
Een onderzoek voorafgaand aan de opleiding gaf aan dat er behoefte was aan circa 800 tolken gebarentaal in Nederland, terwijl er toen circa 70 tolken werkzaam waren. Door de grote toestroom naar de hbo-opleiding is anno 2009 in bijna een derde van deze behoefte voorzien.
In 1988 werd de Nederlandse Vereniging van Tolken voor Doven (NVTD) opgericht. Dit was de eerste beroepsorganisatie van tolken voor doven in Nederland. In 2000 wijzigde de naam in Nederlandse Beroepsvereniging Tolken Gebarentaal (NBTG). De NBTG behartigt de belangen van studenten en tolken Nederlandse Gebarentaal in Nederland. Schrijftolken hebben zich in 2007 en 2008 als proeflid kunnen aanmelden bij de NBTG; dit is echter per 2009 niet gecontinueerd.
Tolken gebarentaal die een diploma behaald hebben kunnen zich als erkende tolk registreren in het Register Tolken Gebarentaal. Alleen de geregistreerde tolken komen in aanmerking voor vergoeding van tolkopdrachten die uitgevoerd zijn binnen de tolkvoorziening voor doven. Medio 2007 waren er ruim 230 geregistreerde tolken gebarentaal en schrijftolken, medio 2009 ruim 450. Om in het register ingeschreven te blijven dienen de tolken per jaar een minimumaantal zogenaamde registerpunten te halen.
De (uiteenlopende) kwaliteit van een tolk gebarentaal is onderwerp van discussie en diverse onderzoeken. In 2008 is een klachtencommissie opgericht door Dovenschap in samenspraak met betrokken organisaties.

## Vlaanderen
In Vlaanderen bevinden zich twee CVO-instellingen die tolken Vlaamse Gebarentaal opleiden: VSPW in Gent en Crescendo in Mechelen. Daarnaast is er  een postgraduaat opleiding aan de KULeuven campus te Antwerpen.

## Niet-erkende tolken
Er zijn tolken die de vereiste opleiding (nog) niet hebben gedaan. Ze zijn als zodanig geen erkende tolken en ook geen lid van een beroepsvereniging, behalve studenttolken. De studententolken mogen lid van een beroepsvereniging worden zolang ze aan de hogeschool studeren. Niet-erkende tolken, kunnen het minimumloon en reiskosten betaald krijgen voor het uitvoeren van tolkopdrachten. Zij worden door de tolkvoorziening als communicatieassistenten aangemerkt.
Er zijn in dit kader twee groepen te onderscheiden:
- Studenttolk

Studenten moeten om te kunnen afstuderen in het derde en vierde studiejaar een bepaald aantal uren tolken. Derdejaarsstudenten moeten 'schaduwtolken' – het oefenen van het tolken in een echte setting, maar zonder een aanwezige klant. Deze stage, stage A, gebeurt veelal in tweetallen. Nadat zij stage A met succes hebben afgerond – hetgeen wordt beoordeeld met een tentamen – beginnen ze aan stage B. Hierbij lopen de vierdejaarsstudenten mee met de geregistreerde tolken gebarentaal en mogen af en toe zelf tolken, mits de cliënt dit goed vindt. Het uiteindelijke doel is om zelfstandig te kunnen tolken. Het afronden van stage B wordt beoordeeld door een praktijkobservatie op grip en een tentamen – een nagebootste tolksetting, waarin de tolk zelfstandig moet kunnen functioneren.
- Communicatieassistent

In de tijd dat er een groot tekort was aan erkende tolken, waren mensen die enkele cursussen gebarentaal hadden gedaan of ouders van dove kinderen vaak bereid om tegen een vergoeding te tolken voor bevriende doven. Omdat ze niet zijn opgeleid als tolk vielen ze onder de noemer 'communicatieassistent'. Vermoedelijk wordt tegenwoordig alleen in regio's waar geen of weinig tolken beschikbaar zijn nog gebruikgemaakt van communicatieassistenten. Soms werken zij als vrijwilliger voor stichtingen en organisaties, aangezien deze vaak niet over de financiële middelen beschikken om erkende tolken te kunnen inzetten. In 2009 worden de communicatieassistenten nog steeds ingezet in onderwijssituatie.
- Dove tolken

In situaties waar de kwaliteit van opgeleide tolken ontoereikend is en een beheersing van gebarentaal op moedertaalniveau noodzakelijk is, bijvoorbeeld in gesprekken met doven met een verstandelijke beperking of een dove uit het buitenland die een andere gebarentaal beheerst. De dove tolken, ook wel vanuit het Engels 'relaytolken' genoemd, worden ook op onder andere congressen voor doven ingezet om een kwalitatief goede uitvoering van de vertaling te realiseren. De relaytolk vertelt dan in gebarentaal wat de horende tolk aan hem/haar doorgeeft. In Nederland worden deze mensen door de politie ingezet bij getuigenverhoren van doven maar ook voor spraakafzien/signaleren van specifieke non-verbale signalen bij horende verdachten. 
Een werkgroep 'dove tolken', aangesloten bij onder andere Dovenschap, streeft naar erkenning, opleiding, certificering en vergoeding voor deze beroepsgroep.

## Terminologie
De term doventolk werd lang algemeen gebruikt voor gebarentolken, en dat is vaak nog het geval. Er kwam kritiek op het gebruik van deze formeel onjuiste Nederlandse term, zowel vanuit de gemeenschap van doven en slechthorenden als vanuit de beroepsgroep. De term doventolk impliceert namelijk dat een gebarentolk alleen wordt ingezet voor een doof persoon of doven. De gebarentolk vertaalt voor slechthorenden, mensen met spraakgebrek, verstandelijke gehandicapten, horende gebarentaalgebruikers en doven. Een gebarentolk faciliteert communicatie tussen twee talen, meestal een gesproken taal en een gebarentaal. Aanbevolen termen zijn gebarentolk (vooral in Nederland en Suriname gebruikelijk) of tolk Vlaamse Gebarentaal (gebruikelijk in Vlaanderen).

### Nederland
- Nederlandse Beroepsvereniging Tolken Gebarentaal
- Register voor Tolken Gebarentaal en Schrijftolken - stichtingrtg.nl

### Vlaanderen
- Tolkendienst CAB